# Bảy tay súng oai hùng
Bảy tay súng oai hùng (tiếng Anh: The Magnificent Seven) là một bộ phim Viễn Tây do John Sturges làm tổng giám chế, được xuất phẩm ngày 12 tháng 10 năm 1960 tại Bắc Mỹ.

## Lịch sử
Năm 1954, đạo diễn Akira Kurosawa quyết định phỏng theo phong cách Viễn Tây thập niên 1940-50 để thực hiện cuốn phim Bảy võ sĩ (七人の侍), giành thắng lợi vang dội về doanh thu tại thị trường Á châu và Bắc Mỹ.
Sự kiện này gây chấn động giới điện ảnh Viễn Tây Mỹ. Không chỉ bởi quá lâu rồi phim Viễn Tây kiểu Mỹ đã sa sút và bị các dòng điện ảnh khác lấn át, mà vì yếu tố triết lý và nghệ thuật trong xuất phẩm Kurosawa buộc giới điện ảnh Mỹ phải bắt tay vào chấn hưng một thể loại điện ảnh từ lâu được coi là bản sắc Mỹ.
Năm 1959, nhà điện ảnh John Sturges, đạo diễn xuất phẩm đạt doanh thu ấn tượng năm 1957 Quyết đấu OK Corral, đã tiến hành chuyển thể phim Bảy võ sĩ sang một phiên bản Hollywood.

## Nội dung
Miền biên viễn Mỹ-Mễ những ngày đói giáp hạt, đảng cường tặc Calvera quen mui lại kéo về làng "trưng thu" lương thực cho vụ đông giá sắp tới. Nhưng lần này, nông dân không cam chịu thêm được nữa, bèn kéo nhau lên núi thỉnh ý già làng. Cụ bèn khuyên họ thuê những tay du đãng ven biên về trừng trị bọn cướp một trận, với ý định rằng, cứ để mặc lũ cường khấu tự triệt hạ lẫn nhau để nông dân hưởng lợi.
Ba phái viên được cử đi rồi cũng dẫn về được 6 cựu binh Cajun, những kẻ sẵn sàng nhận mức lương rẻ mạt vì đang thất nghiệp giữa cái đận của khóa người khôn, mà theo lời toán trưởng Chris Adams "mướn người còn rẻ hơn mua súng" (men are cheaper than guns). Ngoài 6 tay súng dạn dày kinh nghiệm còn có Chico - một thiếu niên tá điền lai Mễ lẵng nhẵng bám theo vì mong được làm anh hùng nghĩa hiệp.
Trong khoảng tuần rưỡi ở làng, bảy tay súng bắt đầu nhận ra rằng, nông dân chỉ coi họ là con tốt thí, còn chính đám bần nông cũng ích kỉ lo giữ vợ con và mùa lúa hơn cả tính mạng. Vì thế, họ quyết định san sẻ khẩu phần hậu hĩnh cho những người đói nhất làng, rồi bắt người còn trẻ tráng đi tập bắn súng phòng vệ. Già làng phải đổi quan điểm về những gã tưởng chừng vô công rỗi nghề này.
| “                        | Chỉ cần nhúng tay vào, anh cứ phải bắn giết cho tới khi nào không còn lí do để giết nữa (Once you begin you've got to be ready for killing and more killing, and then still more killing, until the reason for it is gone). Cam đoan rằng, chúng ta sẽ dạy hắn hiểu cái giá của hạt ngô (I promise you, we'll all teach him something about the price of corn). Già làng chí phải: Vụ này nông dân được, còn bọn ta thua. Luôn luôn là vậy ! (The Old Man was right. Only the farmers won. We lost. We'll always lose). | ” |
| — Chris Adams diễn thoại | |   |

## Kĩ thuật
Phim được thực hiện tại Old Tucson Studios cùng một số địa điểm trên lĩnh thổ Mỹ và México trong các tháng Ba-Tư năm 1960.

### Sản xuất
- Điều phối: Edward Fitzgerald
- Trang trí: Rafael Suárez
- Mĩ thuật: Sam Gordon, Abel Contreras
- Hóa trang: Emile LaVigne, Daniel C. Striepeke
- Phục trang: Bert Henrikson
- Phó đạo diễn: Jaime Contreras, Robert E. Relyea, Emilio Fernández, Jerome M. Siegel
- Phó nhiếp ảnh: Hugh Crawford, Jack Harris, Kenneth Meade, Kyme Meade, Don Stott
- Hiệu ứng: Milt Rice
- Hòa âm: Del Harris, Rafael Ruiz Esparza, Jack Solomon
- Dạo nhạc: Robert Bain, Elmer Bernstein, Jack Hayes, Leo Shuken, Vinton Vernon

1. Main Title and Calvera (3:56)
2. Council (3:14)
3. Quest (1:00)
4. Strange Funeral/After The Brawl (6:48)
5. Vin's Luck (2:03)
6. And Then There Were Two (1:45)
7. Fiesta (1:11)
8. Stalking (1:20)
9. Worst Shot (3:02)
10. The Journey (4:39)
11. Toro (3:24)
12. Training (1:27)
13. Calvera's Return (2:37)
14. Calvera Routed (1:49)
15. Ambush (3:10)
16. Petra's Declaration (2:30)
17. Bernardo (3:33)
18. Surprise (2:08)
19. Defeat (3:26)
20. Crossroads (4:47)
21. Harry's Mistake (2:48)
22. Calvera Killed (3:33)
23. Finale (3:27)

### Diễn xuất
❖ Bộ bảy

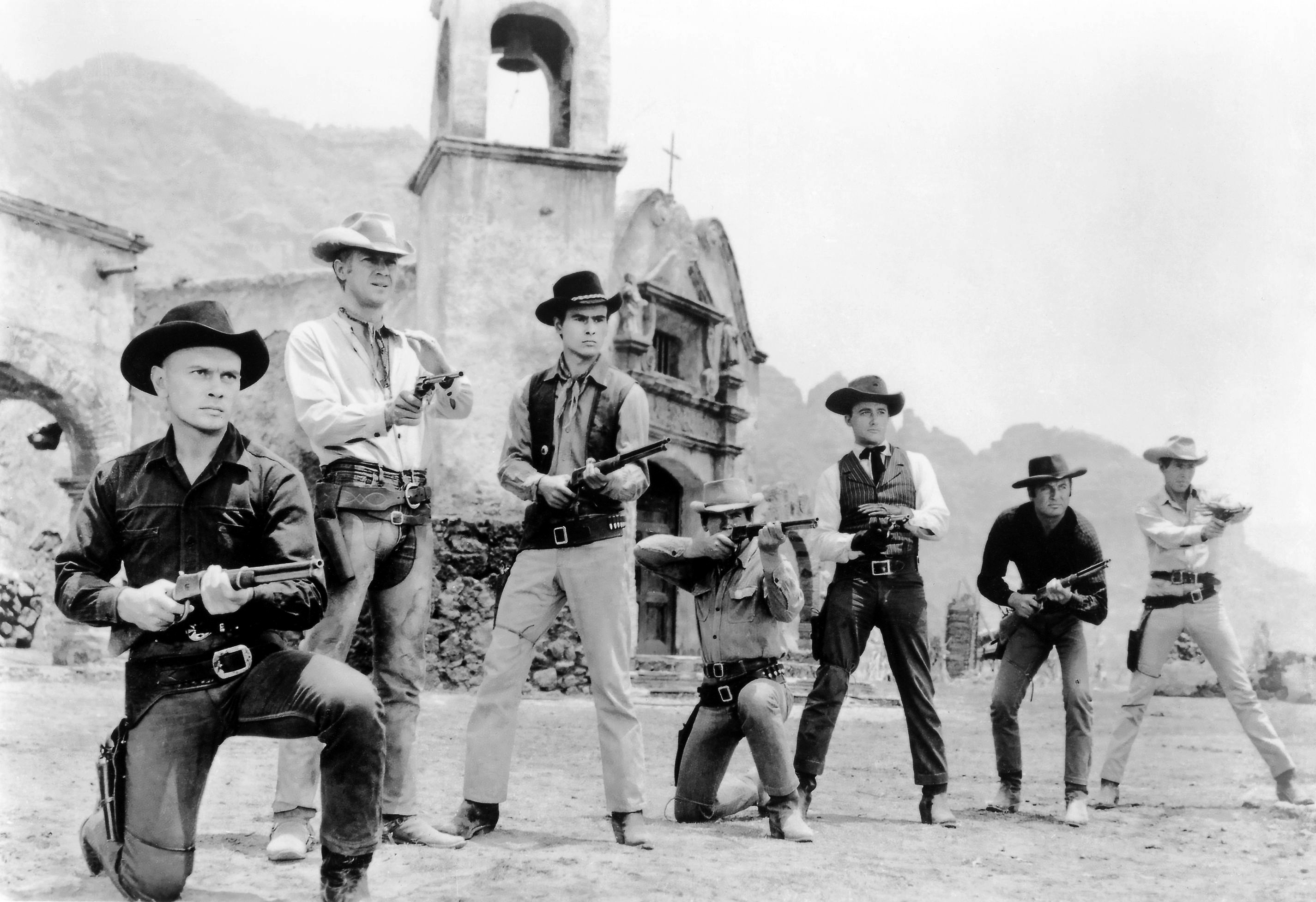
Bảy tay súng huyền thoại: Yul Brynner, Steve McQueen, Horst Buchholz, Charles Bronson, Robert Vaughn, Brad Dexter và James Coburn.

- Yul Brynner... Chris Larabee Adams (cựu binh Cajun kiêm toán trưởng)
- Steve McQueen... Vin Tanner (bảo kê nhà hàng)
- Charles Bronson... Bernardo O'Reilly (bợm bạc)
- Robert Vaughn... Lee (thương phế binh)
- Brad Dexter... Harry Luck (phu mỏ vàng)
- James Coburn... Britt (phu đường sắt)
- Horst Buchholz... Chico (trai cày)

❖ Cường khấu
- Eli Wallach... Calvera (đầu sỏ)
- Valentin de Vargas... Santos (đàn em Calvera)
- Larry Duran... Đàn em Calvera

❖ Dân làng
- Vladimir Sokoloff... Già làng
- Jorge Martínez de Hoyos... Hilario
- Rosenda Monteros... Petra
- Rico Alaniz... Sotero
- Pepe Hern... Tomás
- John A. Alonzo... Miguel
- José Chávez... Rafael (bị Calvera giết)
- Natividad Vacío
- Roberto Contreras
- Enrique Lucero
- Alex Montoya
- Henry Amargo
- Mario Navarro
- Danny Bravo

❖ Người trấn
- Robert J. Wilke... Wallace (thợ đường sắt)
- Whit Bissell... Chamlee (chủ nhà đòn)
- Val Avery... Henry (lái buôn)
- Bing Russell... Robert (đồng sự Henry)
- Manuel Alvarado... Chủ tửu điểm Mễ
- Victor French... Người bán rong
- Joseph Ruskin... Flynn

## Văn hóa
Thương mại

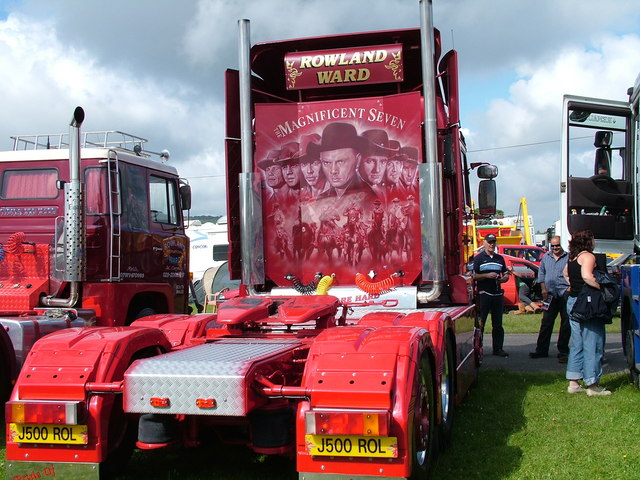
Tới thời điểm 2020 Bảy tay súng oai hùng vẫn được đánh giá là hay nhất trong loạt phim về bộ bảy huyền thoại.

Bảy tay súng oai hùng được hoàn thành trong thời gian ngắn kỷ lục và công chiếu sau khi đóng máy chỉ 5 tháng, đạt doanh thu ấn tượng 9.75 triệu USD chỉ riêng thị trường Bắc Mỹ, tức là gấp vài lần con số kinh phí 2 triệu. Phim đánh dấu sự khai sinh chủ nghĩa anh hùng Hollywood kiểu mới: Thay vì tự tay thực hiện hành vi nghĩa hiệp, các nhân vật chính đi từ cưỡng bách tới huấn luyện thuần thục những người nông phu chân chất thành dân binh. Thay vì thụ động đối phó hoặc cam chịu mọi thách thức, họ sẵn sàng đương đầu với hiểm nguy khi cần thiết. Triết lý này về sau dội ngược vào dòng truyện phiêu lưu Lucky Luke - cảm hứng chính của phim Viễn Tây sau Đệ nhị thế chiến.
Khác phiên bản gốc vốn chỉ thích hợp phong hóa Á Đông, bộ phim này thẳng thắn đề cập tới vấn đề phân biệt chủng tộc nóng hổi trong xã hội Bắc Mỹ giữa thế kỷ XX qua vụ hai lái buôn đồ lót phụ nữ bỏ tiền túi ra mai táng cho một người lai da đỏ nằm chết ven đường, trong lúc những người da trắng khác bỏ mặc. Phim cũng tường trình một sự thật lịch sử mà Hollywood thời hoàng kim trường tránh né, đó là tình trạng thanh thiếu niên vô giáo dục và vấn nạn nông dân bị giới tư bản cướp đất làm đường sắt phải tha phương khất thực hoặc đi làm du đãng cho chí tội phạm.
Mặc dù chỉ dự định thực hiện một phiên bản mới của Bảy võ sĩ, tuy nhiên thành công vượt sức tưởng tượng khiến nhà chế tác quyết định thực hiện thêm các phần tiếp theo. Ba phần kế (1966, 1969, 1972) là bản phim độc lập với Bảy võ sĩ, đồng thời chuyển hẳn sang thể loại Viễn Tây Zapata vốn đang thịnh hành do sức ảnh hưởng của loạt phim Dollar (Sergio Leone). Nhân vật xuyên suốt vẫn là tay súng Chris Larabee Adams, tuy nhiên nam tài tử Yul Brynner chỉ chịu đóng thêm một phần, hai phần sau phải giao cho các tài tử George Kennedy và Lee Van Cleef.
Theo thống kê, Bảy tay súng oai hùng được liệt vào nhóm 100 phim chiếm kỷ lục doanh thu tại Vương quốc Liên hiệp Anh và Pháp cho tới thời điểm 2020. Tính về lượng vé, đã có tổng cộng 89.118.696 chiếc được bán trên hoàn vũ. Ngoài ra, bộ phim này thuộc số ít xuất phẩm điện ảnh Hollywood được phép phát hành đại trà tại Liên Xô thập niên 1960, cũng đạt doanh số cực cao. Việc lọt lưới kiểm duyệt chủ yếu được giải thích vì hai tài tử chính Yul Brynner (Юлий Борисович Бринер) và Vladimir Sokoloff (Владимир Александрович Соколов) là người Mỹ gốc Nga. Riêng minh tinh Vladimir Sokoloff thậm chí sinh tại Moskva và là kịch sĩ kì cựu thời Lenin trước khi di cư sang Bắc Mỹ. Nhưng trong thực tế, bộ phim công chiếu nhằm phần nào giải tỏa "cơn khát" văn hóa Tây phương tại các quốc gia cộng sản Đông Âu bấy giờ.
Cũng như bộ phim gốc, Bảy tay súng oai hùng chóng được nhập cảng Việt Nam Cộng hòa ngay năm 1960 và gây cháy vé tại các rạp lớn nhất đô thành như Rex, Eden, Quốc Thanh, Lệ Thanh, Đại Nam, Kinh Đô, Thủ Đô, Nguyễn Văn Hảo, Olympic... Thời kì này, Bảy tay súng oai hùng cùng đa số phim ngoại quốc chiếu tại Việt Nam đều lồng tiếng hoặc chạy phụ đề Pháp (bấy giờ Pháp có quan hệ chính trị - thương mại mật thiết với Việt Nam Cộng hòa nhất nên phí bản quyền dễ chịu hơn nhập thẳng từ nơi sản xuất), do phần đông công chúng Việt Nam đều nghe hiểu Pháp ngữ nên việc phổ biến phim không gặp trở ngại lắm. Bộ phim này cũng nằm trong số xuất phẩm điện ảnh ăn khách nhất trên thị trường giải trí Việt Nam Cộng hòa.
| “ | Có những cuốn phim Viễn Tây mà tôi xem ba bốn lần đều thuộc lòng. Một chuyện đáng nhớ là khi chiếu phim Bảy Tay Súng Oai Hùng, phim nhập qua Pháp nên lồng tiếng Pháp khiến tôi tưởng nhầm các diễn viên là người Pháp. Những cao bồi trên cánh đồng hoang dã miền Tây để truy đuổi những người da đỏ khiến tôi liên tưởng đến hình ảnh người Mỹ vào Việt Nam và truy đuổi người Việt Nam vậy. Có khi đang xem trong rạp thì nghe tiếng súng, tiếng máy bay của Mỹ cất cảnh ở bên ngoài hay tiếng pháo nổ. Hay có lần xem một bộ phim về đệ nhị thế chiến, thì bên ngoài cũng có tiếng máy bay trực thăng vào pháo kích nổ. Khi đó âm thanh trong rạp rất kém, tôi cứ coi phim một lát lại nghe tiếng bom đạn nổ bên ngoài. Vì vậy mà đôi khi tôi nhớ âm thanh nhiều hơn là hình ảnh. Đó là một ý tưởng rất ẩn dụ - trốn lánh chiến tranh qua điện ảnh nhưng vẫn bị cuộc chiến đó tác động. Nhưng từ từ nó cho mình một ý thức về tình thế của đất nước mình và nhờ vậy mà trưởng thành hơn. | ” |
| — Nguyễn Võ Nghiêm Minh, hồi tưởng in trong sách Người tình không chân dung: Khảo cứu điện ảnh Sài Gòn 1954 - 1975 của tác giả Lê Hồng Lâm | |   |

Nghệ thuật

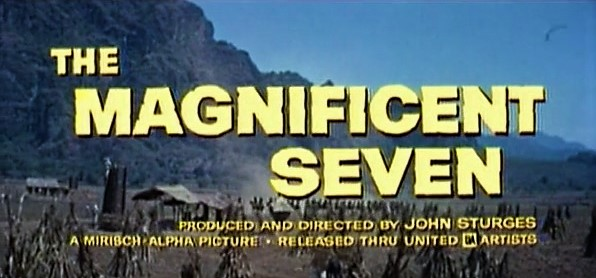
Nhan đề phim trên màn ảnh đại vĩ tuyến.

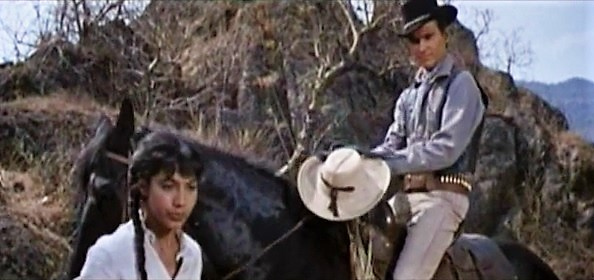
Horst Buchholz và Rosenda Monteros trong một cảnh phim.

Vào năm 2013, Thư viện Quốc hội Mỹ quyết định đưa Bảy tay súng oai hùng vào Viện Lưu trữ Điện ảnh Quốc gia bảo quản vĩnh viễn dựa trên tiêu chí "văn hóa, lịch sử và ý nghĩa thẩm mĩ" (culturally, historically or aesthetically significant).
Phong cách chế tác của bộ phim Bảy tay súng oai hùng mở đầu cho xu hướng thực hiện phiên bản mới tại nhiều nền điện ảnh bên ngoài nước Mỹ, đồng thời tiên phong cho trào lưu Viễn Tây Zapata, mà trong đó thay dần đối tượng chính là người Mĩ trắng bằng các sắc tộc khác để tuyến truyện phong phú hơn. Thậm chí bộ phim đã dội ngược về cố quốc Nhật Bản khiến thế hệ công chúng sinh thế kỷ XXI quên luôn cuốn điện ảnh gốc Bảy võ sĩ.
Tính chung tới thời điểm 2020, có chí ít không dưới 20 văn hóa phẩm chịu ảnh hưởng của Bảy tay súng oai hùng.
- Bảy tay súng oai hùng (The magnificent seven): Phiên bản truyền hình giai đoạn 1998 - 2000 do hãng MGM chế tác chính, kênh CBS trình chiếu.
- Bảy tay súng oai hùng (The magnificent seven): Phiên bản làm lại 2016 của đạo diễn Mỹ Antoine Fuqua thuộc dòng Viễn Tây đông giá và da đen (Contemporary & Black Western).
- Trung nghĩa quần anh (忠義群英, Seven warriors): Phim màn ảnh đại vĩ tuyến Hương Cảng năm 1989 thuộc dòng Viễn Tây võ hiệp (Martial-arts Western).
- Thất kiếm (七劍, Seven swords): Phim điện ảnh Trung Quốc Hương Cảng hợp tác năm 2005 thuộc dòng Viễn Tây võ hiệp (Martial-arts Western).
- Thất võ sĩ (サムライセブン, SAMURAI 7): Phim hoạt họa Nhật Bản năm 2004 dựa theo Bảy võ sĩ và Bảy tay súng oai hùng, thuộc dòng Viễn Tây Nhật Bản (Ramen Western).
- Tay súng Nobita (ガンファイターのび太): Phim hoạt họa Nhật Bản năm 2018 thuộc dòng Viễn Tây vũ trụ (Space Western).

## Liên kết
1. ↑  "UA To Use Color TV". Motion Picture Daily. ngày 3 tháng 10 năm 1960. tr. 3.
2. ↑  "Re-Done From Japanese, 'Magnificent Seven' Due Into 1,000 Situations". Variety. ngày 28 tháng 9 năm 1960. tr. 4. Truy cập ngày 23 tháng 4 năm 2019.
3. ↑  Glenn Lovell, Escape Artist: The Life and Films of John Sturges, University of Wisconsin Press, 2008 p194
4. ↑  "The Magnificent Seven". Turner Classic Movies. Truy cập ngày 14 tháng 11 năm 2016.
5. ↑  Transcript of script.  Accessed ngày 1 tháng 5 năm 2012.
6. ↑  The film's closing lines echo the last words of the source film, Seven Samurai, spoken by the character Kambei: "Again we are defeated. The winners are those farmers. Not us."[cần dẫn nguồn]
7. ↑  "Updating an Icon: The Magnificent Seven". www.panavision.com. Truy cập ngày 2 tháng 2 năm 2019.
8. ↑  Filming & Production of The Magnificent Seven on IMDb
9. ↑  Capua, Michelangelo (2006). Yul Brynner: A Biography. Jefferson, NC: McFarland. tr. 95–96. ISBN 0786424613. Truy cập ngày 30 tháng 9 năm 2016.
10. ↑  Mirisch, Walter (2008). I Thought We Were Making Movies, Not History (p. 113). University of Wisconsin Press, Madison, Wisconsin. ISBN 0-299-22640-9.
11. ↑  "Rental Potentials of 1960". Variety. ngày 4 tháng 1 năm 1961. tr. 47.
12. ↑  Robert Koehler (ngày 8 tháng 5 năm 2001). "The Magnificent Seven (MGM Home Entertainment release)". Variety. Truy cập ngày 1 tháng 8 năm 2011.
13. ↑  Stafford, Jeff. "The Magnificent Seven". TCM Film Article. Turner Classic Movies, Inc. Truy cập ngày 30 tháng 9 năm 2016.
14. ↑  Eliot, Marc (2012). Steve McQueen. NY: Three Rivers Press. tr. 75–77. ISBN 978-0307453228. Truy cập ngày 30 tháng 9 năm 2016.
15. ↑  Pendreigh, Brian (ngày 3 tháng 2 năm 2000). "Magnificent obsession". The Guardian. Truy cập ngày 30 tháng 9 năm 2016.
16. ↑  "Top 250 All-Time". JP's Box-Office (bằng tiếng Pháp). Bản gốc lưu trữ ngày 14 tháng 11 năm 2020. Truy cập ngày 7 tháng 6 năm 2020.
17. ↑  "The Ultimate Chart: 1–100". British Film Institute. ngày 28 tháng 11 năm 2004. Bản gốc lưu trữ ngày 3 tháng 8 năm 2012. Truy cập ngày 14 tháng 11 năm 2013.
18. ↑  "The Magnificent Seven (1960) - JPBox-Office". JP's Box-Office (bằng tiếng Pháp). Truy cập ngày 27 tháng 8 năm 2019.
19. ↑  "UA-Mirisch Roll Third 'Seven' For Solid O'seas B.O.". Variety. ngày 9 tháng 8 năm 1967. tr. 20.
20. ↑  ""Великолепная семерка" (The Magnificent Seven, 1960)". KinoPoisk (bằng tiếng Nga). Truy cập ngày 27 tháng 8 năm 2019.
21. ↑  Sergey Kudryavtsev (ngày 4 tháng 7 năm 2006). "Зарубежные фильмы в советском кинопрокате". LiveJournal (bằng tiếng Nga). Truy cập ngày 4 tháng 2 năm 2019.
22. ↑  Liệt biểu rạp xi nê Sài Gòn trước năm 1975
23. ↑  Lâm Vĩnh Thế, Nhớ lại chuyện coi xi nê ở Sài Gòn trước năm 1975
24. ↑  "Đáng nhớ thay, bảy tay súng oai hùng". Bản gốc lưu trữ ngày 12 tháng 5 năm 2021. Truy cập ngày 12 tháng 5 năm 2021.
25. ↑  "Library of Congress announces 2013 National Film Registry selections". Washington Post (Thông cáo báo chí). ngày 18 tháng 12 năm 2013. Truy cập ngày 18 tháng 12 năm 2013.
26. ↑  "Complete National Film Registry Listing | Film Registry | National Film Preservation Board | Programs at the Library of Congress | Library of Congress". Library of Congress, Washington, D.C. 20540 USA. Truy cập ngày 5 tháng 5 năm 2020.
27. ↑  "영화정보". KOFIC. Korean Film Council. Truy cập ngày 26 tháng 8 năm 2019.

### Tư liệu
- Bảy tay súng oai hùng trên Internet Movie Database
- Bảy tay súng oai hùng tại TCM Movie Database
- Bảy tay súng oai hùng tại AllMovie
- Bảy tay súng oai hùng tại Rotten Tomatoes